# Dipturus
Dipturus, rod ražovki dio reda ražolikih riba. Postoji 42 priznata vrsta, u Hrvatskom Jadranu žive dvije: Volina mrkulja i volina klinka.
Vrsta volina balavica, također iz Jadrana ne pripada ovom rodu.

## Vrste
1. Dipturus acrobelus Last, White & Pogonoski, 2008
2. Dipturus amphispinus Last & Alava, 2013
3. Dipturus apricus Last, White & Pogonoski, 2008
4. Dipturus argentinensis Díaz de Astarloa, Mabragaña, Hanner & Figueroa, 2008
5. Dipturus batis (Linnaeus, 1758)
6. Dipturus bullisi (Bigelow & Schroeder, 1962)
7. Dipturus campbelli (Wallace, 1967)
8. Dipturus canutus Last, 2008
9. Dipturus chinensis (Basilewsky, 1855)
10. Dipturus crosnieri (Séret, 1989)
11. Dipturus diehli Soto & Mincarone, 2001
12. Dipturus doutrei (Cadenat, 1960)
13. Dipturus ecuadoriensis (Beebe & Tee-Van, 1941)
14. Dipturus flavirostris (Philippi, 1892)
15. Dipturus garricki (Bigelow & Schroeder, 1958)
16. Dipturus gigas (Ishiyama, 1958)
17. Dipturus grahami Last, 2008
18. Dipturus gudgeri (Whitley, 1940)
19. Dipturus innominatus (Garrick & Paul, 1974)
20. Dipturus intermedius (Parnell, 1837)
21. Dipturus johannisdavisi (Alcock, 1899)
22. Dipturus kwangtungensis (Chu, 1960)
23. Dipturus laevis (Mitchill, 1818)
24. Dipturus lamillai Concha, Caira, Ebert & Pompert, 2019[1]
25. Dipturus lanceorostratus (Wallace, 1967)
26. Dipturus leptocauda (Krefft & Stehmann, 1975)
27. Dipturus macrocauda (Ishiyama, 1955)
28. Dipturus melanospilus Last, White & Pogonoski, 2008
29. Dipturus mennii Gomes & Paragó, 2001
30. Dipturus nidarosiensis (Storm, 1881)
31. Dipturus olseni (Bigelow & Schroeder, 1951)
32. Dipturus oregoni (Bigelow & Schroeder, 1958)
33. Dipturus oxyrinchus (Linnaeus, 1758)
34. Dipturus pullopunctatus (Smith, 1964)
35. Dipturus queenslandicus Last, White & Pogonoski, 2008
36. Dipturus springeri (Wallace, 1967)
37. Dipturus stenorhynchus (Wallace, 1967)
38. Dipturus teevani (Bigelow & Schroeder, 1951)
39. Dipturus tengu (Jordan & Fowler, 1903)
40. Dipturus trachyderma (Krefft & Stehmann, 1975)
41. Dipturus wengi Séret & Last, 2008
42. Dipturus wuhanlingi Jeong & Nakabo, 2008